# Campeonato Italiano de Rugby 2015-16
El Campeonato de Rugby de Italia de 2015-16 fue la 86.ª edición de la primera división del rugby de Italia.

## Sistema de disputa
El torneo se desarrolló en dos etapas, una fase regular en la cual los equipos disputaron encuentros en condición de local y de visitante frente a cada uno de sus rivales.
Luego se disputará una etapa de eliminación directa, en la cual los primeros cuatro equipos de la fase regular clasifican a las semifinales en la búsqueda por el campeonato.
El último equipo en la tabla general desciende directamente a la Serie B.

## Desarrollo
- Tabla de posiciones:[1]

| Pos. | Equipo          | Encuentros | Encuentros | Encuentros | Encuentros | Tantos | Tantos | Tantos | PB | PB | Puntos |
| Pos. | Equipo          | PJ         | PG         | PE         | PP         | F      | C      | Dif    | BO | BD | Puntos |
| ---- | --------------- | ---------- | ---------- | ---------- | ---------- | ------ | ------ | ------ | -- | -- | ------ |
| 1.º  | Rugby Rovigo    | 18         | 16         | 0          | 2          | 616    | 235    | +381   | 9  | 2  | 75     |
| 2.º  | Rugby Calvisano | 18         | 16         | 0          | 2          | 488    | 230    | +258   | 7  | 1  | 72     |
| 3.º  | Petrarca Padova | 18         | 11         | 1          | 6          | 458    | 293    | +165   | 8  | 4  | 58     |
| 4.º  | Mogliano        | 18         | 13         | 0          | 5          | 476    | 264    | +212   | 6  | 2  | 56     |
| 5.º  | Viadana         | 18         | 8          | 1          | 9          | 413    | 346    | +67    | 6  | 3  | 43     |
| 6.º  | San Donà        | 18         | 9          | 1          | 8          | 370    | 437    | -67    | 5  | 0  | 43     |
| 7.º  | Fiamme Oro      | 18         | 7          | 1          | 10         | 352    | 287    | +65    | 3  | 7  | 40     |
| 8.º  | SS Lazio        | 18         | 5          | 0          | 13         | 272    | 485    | -213   | 2  | 3  | 25     |
| 9.º  | Rugby Lyons     | 18         | 2          | 0          | 16         | 226    | 619    | -393   | 1  | 5  | 14     |
| 10.º | L'Aquila Rugby  | 18         | 1          | 0          | 17         | 243    | 718    | -475   | 1  | 4  | 9      |

|  | Clasificado a Semifinales. |
|  | Descendido a la Serie B.   |

### Semifinales
| Equipo 1        | Equipo 2        | Ida   | Vuelta |
| --------------- | --------------- | ----- | ------ |
| Mogliano        | Rugby Rovigo    | 10-13 | 17-34  |
| Rugby Calvisano | Petrarca Padova | 11-3  | 33-7   |

### Final
| 28 de mayo de 2016 | Rugby Rovigo | 20 - 13 | Rugby Calvisano |  |  |

| Bandera de Italia     |
| Campeón Rugby Rovigo  |
| Décimo segundo título |